# City Ground
City Ground är en fotbollsarena i stadsdelen West Bridgford i Nottingham i Storbritannien. Arenan har plats för 30 576 åskådare och är sedan invigningen 1898 Nottingham Forests hemmaarena.
Under EM 1996 var City Ground en av arenorna.
Under FA Women's Cup 2007, 2008 och 2009 spelades finalen här.
City Ground är bara 275 meter från Meadow Lane, Notts Countys hemmaarena; de två arenorna är de två närmaste arenorna i England.

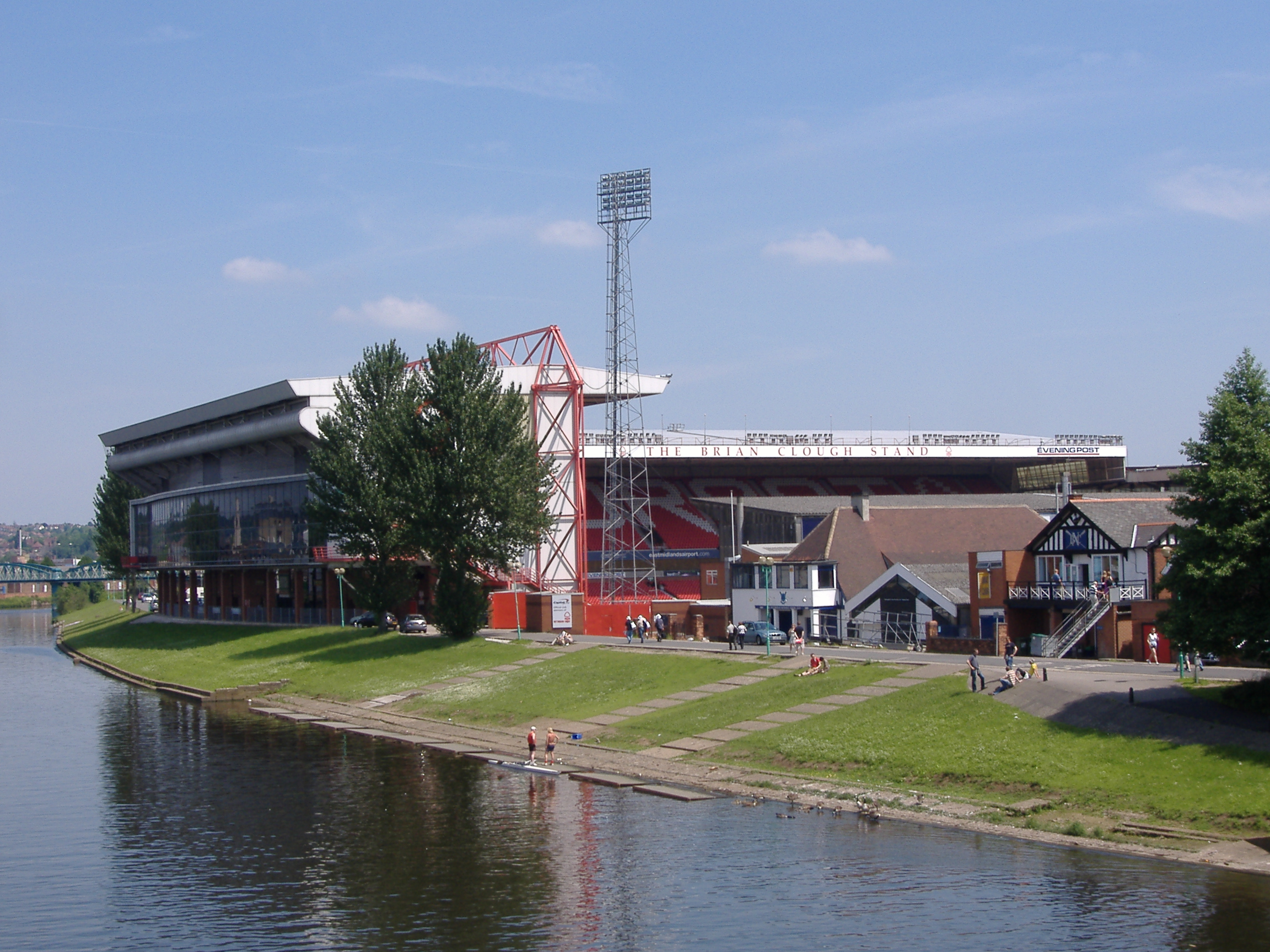
City Ground.